# Segonzactis platypus
Segonzactis platypus is een zeeanemonensoort uit de familie Condylanthidae.
Segonzactis platypus is voor het eerst wetenschappelijk beschreven door Riemann-Zurneck in 1979.